# Eupithecia trampa
Eupithecia trampa är en fjärilsart som beskrevs av Paul Dognin 1899. Eupithecia trampa ingår i släktet Eupithecia och familjen mätare. Inga underarter finns listade i Catalogue of Life.